# Lucimar Teodoro
Lucimar Teodoro (Guararapes, 1 de maio de 1981) é uma atleta brasileira que concorre na categoria atletismo, especializada nos 400 metros rasos e nos 400 metros com barreiras.
Lucimar omeçou a competir no atletismo sênior em 2001. Ela participou de sua primeira Olimpíada nos Jogos de Atenas 2004 como parte da equipe de revezamento 4 × 400 metros. No entanto, a equipe não chegou à final do evento. Lucimar venceu tanto o 400m rasos quanto o 400m com barreiras nos campeonatos nacionais de 2005 e chegou às semifinais do evento de 400m rasos no Campeonato Mundial de Atletismo de 2005. Em seguida, ela competiu no Campeonato Mundiai em Osaka, desta vez nos 400m com barreiras, mas não avançou para as finais. Nos Jogos Olímpicos de Pequim 2008, Lucimar representou o Brasil nas 400m com barreiras e no revezamento 4×400 metros.
Ela estabeleceu um novo recorde sul-americano nos 400m barreiras com um tempo de 55,84segundos em Belém, no Grande Prêmio Brasil Caixa, em maio de 2009. Depois disso, ela terminou em segundo lugar no Troféu Brasil Caixa de Atletismo, tendo perdido para Luciana França, que chegou perto de bater o recorde de Lucimar (completou a prova em 55,90segundos). Em julho, Lucimar conquistou o ouro nos Jogos da Lusofonia de 2009.
No entanto, ela testou positivo para substâncias proibidas (Fenproporex) logo depois e foi provisoriamente banida da competição e não foi selecionada para o Campeonato Mundial de Atletismo de 2009. Após admitir o uso de uma substância proibida, ela foi suspensa das competições pelo período mínimo de dois anos pela Confederação Brasileira de Atletismo.

## Conquistas
| Ano                    | Competição                                    | Local                  | Posição                | Evento                 | Notas                  |
| Representando o Brasil | Representando o Brasil                        | Representando o Brasil | Representando o Brasil | Representando o Brasil | Representando o Brasil |
| ---------------------- | --------------------------------------------- | ---------------------- | ---------------------- | ---------------------- | ---------------------- |
| 2006                   | Campeonato Sul-Americano de Atletismo de 2006 | Tunja, Colômbia        | 1a                     | 400 m                  | 53.31 s                |
| 2006                   | Campeonato Sul-Americano de Atletismo de 2006 | Tunja, Colômbia        | 1a                     | 400 m com barreiras    | 58.16 s                |

## recordes pessoais
| Evento                   | Tempo (segundos) | Local             | Encontro                |
| ------------------------ | ---------------- | ----------------- | ----------------------- |
| 100 metros com barreiras | 14,48            | São Paulo, Brasil | 28 de fevereiro de 2007 |
| 400 metros com barreiras | 55,84 RA         | Belém, Brasil     | 24 de maio de 2009      |
| 400 metros               | 51,23            | São Paulo, Brasil | 17 de junho de 2005     |

- Todas as informações retiradas do perfil da IAAF. [1]